# Patric Dubiez
Patric Dubiez (* 21. März 1957) ist ein ehemaliger französischer Skispringer.

## Werdegang
Dubiez nahm 1977 an der ersten Junioren-WM teil und wurde dort Zehnter.
Sein internationales Debüt bei einem Weltklassewettbewerb feierte er bei der Vierschanzentournee 1977/78. Nach eher durchwachsenen Ergebnissen in den ersten drei Springen erreichte er in Bischofshofen Rang 36 und damit am Ende Platz 48 in der Tournee-Gesamtwertung. Bei der folgenden Vierschanzentournee 1978/79 landete er in den einzelnen Springen noch weiter abgeschlagen hinten als im Vorjahr. Die Tournee beendete er daher mit nur 429,8 Punkten auf Platz 64 der Gesamtwertung.
Trotz der Schaffung des Skisprung-Weltcups trat Dubiez auch weiterhin nur im Rahmen der Vierschanzentournee an. Bei der Vierschanzentournee 1979/80 gab er beim Auftaktspringen am 30. Dezember 1979 sein Debüt im Weltcup. Die Tournee verlief jedoch weniger erfolgreich, so dass er die Tournee als 86. der Gesamtwertung abschloss. Nachdem Dubiez die Tournee 1980/81 ausgelassen hatte, trat er in Vorbereitung auf die Nordische Skiweltmeisterschaft erst wieder zur Vierschanzentournee 1981/82 an, wo er sich auch nur unwesentlich steigerte. Er beendete die Tournee auf Rang 74 der Gesamtwertung.
Bei der Nordischen Skiweltmeisterschaft 1982 in Oslo landete Dubiez von der Normalschanze auf Rang 50. Von der Großschanze überraschte er und belegte am Ende Rang 26. Erst zwei Jahre später kehrte Dubiez zurück auf die internationale Bühne. Bei der Vierschanzentournee 1984/85, die er erneut als WM-Vorbereitung nutzte, verpasste er es jedoch erneut, in die Weltspitze zu springen. So beendete er die Tournee erneut nur jenseits der Top 80 der Gesamtwertung.
Auch bei der Nordischen Skiweltmeisterschaft 1985 in Seefeld in Tirol verpasste er die Verbesserung seiner guten Leistungen von 1982. So sprang er von der Normalschanze nur auf den 42. Platz und von der Großschanze nur auf den 36. Platz.
Seine letzte Vierschanzentournee 1985/86 bestritt er erneut ohne Aussicht auf Erfolg. Bereits nach drei Springen brach er die Tournee als 90. der Gesamtwertung ab. Sein letztes internationales Turnier bestritt Dubiez mit dem Start bei der Nordischen Skiweltmeisterschaft 1987 in Oberstdorf. Dabei sprang er jedoch nur von der Großschanze und erreichte Rang 64.

## Erfolge

### Vierschanzentournee-Platzierungen
| Saison  | Platz | Punkte |
| ------- | ----- | ------ |
| 1977/78 | 48.   | 531,6  |
| 1978/79 | 64.   | 429,8  |
| 1979/80 | 86.   | 324,7  |
| 1981/82 | 74.   | 355,8  |
| 1984/85 | 82.   | 245,2  |
| 1985/86 | 90.   | 203,2  |